# باولو أبيت
باولو أبيت (بالإنجليزية: Paolo Abbate)‏ هو نحات أمريكي، ولد في 9 أبريل 1884 في فيلاروزا في إيطاليا، وتوفي في 1 أبريل 1973 في تورينغتون في الولايات المتحدة.